# Зидарство
Зидарство представља изградњу грађевина од појединачних јединица које се често постављају и вежу малтером; појам зидање може се односити и на саме јединице. Уобичајени материјали зидане конструкције су цигла, грађевински камен попут мермера, гранита и кречњака, ливеног камена, бетонског блока, стакленог блока и ћерпича. Зидарство је углавном високо издржљив облик градње. Међутим, употребљени материјали, квалитет малтера и израда, као и образац склапања јединица могу значајно утицати на трајност целокупне зидане конструкције. 

## Цигла
Зид од цигле је направљен од два или више слојева цигле са јединицама које се крећу хоризонтално (зване носеће цигле) повезане заједно са циглама које се крећу попречно у односу на зид (тзв. чеоне цигле). Сваки ред цигли је познат као курс. Образац коришћених чеоних и носећих цили доводи до различитих 'веза' као што је заједничка веза (са сваким шестим курсом састављеним од заглавља), енглеска веза и фламанска веза (са наизменичном коцком за носила и заглавље присутним на сваком курсу). Везе се могу разликовати по снази и изолационој способности. Вертикално распоређене везе имају тенденцију да буду нешто јаче и мање склоне већем пуцању од везе без поретка.

## Бетонски блок
Блокови од синдер бетона (синдер блокови или breezeblocks), обичног бетона (бетонски блокови) или шупљих плочица су генерално познати као јединице за бетонско зидање (CMU). Обично су много веће од обичних цигли и стога се много брже постављају за зид дате величине. Штавише, блокови од шљунка и бетона обично имају много нижу стопу апсорпције воде од цигле. Често се користе као структурално језгро за зидање од фурнираних цигала или се користе самостално за зидове фабрика, гаража и других зграда у индустријском стилу где је такав изглед прихватљив или пожељан. Такви блокови често добијају штукатурну површину за декорацију. Цемент за површинско везивање, који садржи синтетичка влакна за ојачање, понекад се користи у овој примени и може дати додатну чврстоћу зиду блока. Површински везивни цемент је често претходно обојен и може се фарбати, чиме се добија готова површина налик штукатури.
Примарна структурна предност бетонских блокова у поређењу са мањим циглама на бази глине је да се CMU зид може ојачати попуњавањем празнина у блоку бетоном са или без челичне арматуре. Генерално, део шупљина је намењен за попуњавање и ојачање, посебно на угловима, крајевима зидова и отворима, док се друге празнине остављају празне. Ово повећава чврстоћу и стабилност зида економичније него попуњавање и ојачавање свих празнина. Типично, структуре направљене од CMU-а ће имати горњи слој блокова у зидовима испуњеним бетоном и повезаним челичном арматуром како би се формирала спојна греда. Спојне греде су често захтев савремених грађевинских прописа и контрола. Друга врста челичне арматуре која се назива мердевинаста арматура такође се може уградити у хоризонталне малтерне спојеве зидова бетонских блокова. Увођење челичне арматуре генерално доводи до тога да CMU зид има много већу бочну и затезну чврстоћу од неојачаних зидова.
„Архитектонско зидање је коришћење стандардних бетонских блокова за зидање у естетски угодне бетонске зидне јединице (CMU)“. CMU-ови се могу произвести да обезбеде различите изгледе површине. Они се могу фарбати током производње или након уградње. Могу се поделити као део производног процеса, дајући блоковима грубо лице које реплицира изглед природног камена, као што је смеђи камен. CMU-ови такође могу бити нарезани, ребрасти, пескарени, полирани, пругасти (рабљени или брушени), укључити украсне агрегате, дозволити им да се слегну на контролисан начин током очвршћавања или укључити неколико од ових техника у своју производњу да би се обезбедио декоративни изглед.
„Глазиране бетонске зидне јединице се производе везивањем трајне обојене облоге (обично састављене од полиестерских смола, силицијумског песка и разних других хемикалија) на бетонску зидану јединицу, обезбеђујући глатку непропусну површину.”

## Пасивна заштита од пожара (PFP)
Зидани зидови имају ендотермно дејство својих хидрата, као у хемијској везиној води, невезаној влаги из бетонског блока и изливеном бетону ако су шупља језгра унутрашњег блока испуњена. Зидани материјал може да издржи температуру до 1000 °F и може да се издржи директно излагање ватри до 4 сата. Поред тога, бетонски зидови одржавају ватру у просторији у којој је насталa 93% времена. Из тих разлога, бетонске и зидне јединице имају највишу класификацију индекса ширења пламена, класу А.

## Машинско моделовање зиданих конструкција
Са становишта моделовања материјала, зидарски материјал је посебан материјал екстремних механичких својстава (са веома високим односом чврстоће на притисак и на затезање), тако да примењена оптерећења не дифундују као у еластичним телима, већ теже да се перколирају дуж линија високе крутости.